# Dainius Minelga
Dainius Minelga (* 1965) ist ein litauischer Schachspieler. 
Minelga spielt auch Fernschach. Im Februar 2005 erreichte er die Elo-Zahl (ICCF) von 2528. Von 2004 bis 2009 spielte er für Litauen bei der Europäischen Mannschaftsmeisterschaft im Fernschach und belegte den 2. Platz. Im Vereinsschach spielte Minelga 2009 für Vilniaus šachmatų ir bridžo klubas aus Vilnius, für den er in diesem Jahr auch einmal beim European Club Cup in Ohrid zum Einsatz kam. Seit 2011 trägt Minelga den Titel eines Internationalen Fernschachmeisters, seit 2019 ist er Verdienter Internationaler Meister.